# Spółgłoska zwarto-szczelinowa krtaniowa bezdźwięczna
Spółgłoska zwarto-szczelinowa krtaniowa bezdźwięczna – rodzaj dźwięku spółgłoskowego występujący w językach naturalnych, oznaczany w międzynarodowej transkrypcji fonetycznej IPA dwuznakiem [ʔh]. Często od zapisu używa się łącznika górnego ⟨ʔ͡h⟩ lub dolnego ⟨ʔ͜h⟩ w celu uniknięcia pomyłki, ponieważ niektóre języki kontrastują niektóre spółgłoski zwarto-szczelinowe oraz sekwencje spółgłosek zwartych i szczelinowych, na przykład język polski, w którym słowo czysta wymawiane jest ze spółgłoską zwarto-szczelinową /t͡ʂ/, a słowo trzysta wymawiane jest jako sekwencja dwóch fonemów /tʂ/.

## Artykulacja
W czasie artykulacji podstawowego wariantu [ʔh]:
- modulowany jest prąd powietrza wydychanego z płuc, czyli jest to spółgłoska płucna egresywna
- tylna część podniebienia miękkiego zamyka dostęp do jamy nosowej, powietrze uchodzi przez jamę ustną (spółgłoska ustna)
- prąd powietrza w jamie ustnej przepływa ponad całym językiem lub przynajmniej uchodzi wzdłuż środkowej linii języka (spółgłoska środkowa)
- jest to spółgłoska krtaniowa – Masy powietrza wydychanego z płuc przechodzą między więzadłami głosowymi, ale właściwie nie jest to spółgłoska szczelinowa.
- wiązadła głosowe nie drgają, spółgłoska ta jest bezdźwięczna.

## Występowanie
| Język     | Język                  | Wyraz | IPA     | Znaczenie     | Uwagi                                                   |
| --------- | ---------------------- | ----- | ------- | ------------- | ------------------------------------------------------- |
| Chiński   | dialekt Yuxi           | 可    | [ʔ͡ho˥˧] | potrafić, móc | Odpowiada /kʰ/ w standardowym języku mandaryńskim.      |
| Angielski | Received Pronunciation | hat   | [ʔ͡haʔt] | czapka        | Możliwy alofon /h/, zwłaszcza w sylabach akcentowanych. |